# 2007 en architecture
| Années de l'architecture : 2004 - 2005 - 2006 - 2007 - 2008 - 2009 - 2010    |
| Décennies de l'architecture : 1970 - 1980 - 1990 - 2000 - 2010 - 2020 - 2030 |

Cet article présente les faits marquants de l'année 2007 en architecture.

## Réalisations
- 9 mars : ouverture du nouveau stade Wembley à Londres (celui d'origine avait été démoli en 2000).
- 9 juin : ouverture de l'extension du Nelson-Atkins Museum of Art à Kensas City dessinée par Steven Holl.
- 10 décembre : inauguration de la Halle Honnorat et des requalifications de la Gare Saint-Charles (Marseille).

## Événements
- juillet : les architectes français Patrick Berger et Jacques Anziutti remportent le projet du futur « carreau des Halles », qui devrait remplacer l’actuel Forum des Halles, dans le 1er arrondissement de Paris. liberation.fr
- 6 mars : signature de l'accord culturel entre la France et les Émirats arabes unis pour la réalisation du Louvre Abou Dabi.
- 19 septembre : ouverture au public de la Cité de l'architecture et du patrimoine à Paris.
- 12 décembre : Oscar Niemeyer est fait commandeur de la Légion d'honneur (la plus haute distinction civile et militaire française) par l'ambassadeur de France au Brésil à l’occasion de ses 100 ans.
- 23 octobre : début du transport de l'église fortifiée d'Heuersdorf à Borna (Saxe).
- 22 décembre : inauguration de l'Opéra de Pékin conçu par l'architecte français Paul Andreu.

## Récompenses
- Prix Pritzker : Richard Rogers.
- Prix Stirling : David Chipperfield pour le musée de littérature moderne (LiMo) de Marbach am Neckar, Allemagne.
- Prix du livre d'architecture : Françoise Choay, Pour une anthropologie de l'espace, Paris, Seuil, coll. « La Couleur des idées », 19 octobre 2006, 418 p. (ISBN 2-02-082533-3, présentation en ligne).
- Prix de l'Union européenne pour l'architecture contemporaine Mies van der Rohe : Mansilla + Tuñón Architectes

## Décès
- 2 avril : Livio Vacchini (° 27 février 1933).
- 26 juin : Lucien Hervé, photographe d'architecture français d'origine hongroise. (° 7 août 1910).
- 29 juillet : Léonard Morandi (° 7 mars 1914).
- 3 octobre : Rogelio Salmona, architecte colombien (° 1929).
- 12 octobre : Kisho Kurokawa, architecte japonais (° 8 avril 1934).
- ? décembre : Claude Le Goas, architecte français.
- 31 décembre : Ettore Sottsass, architecte et designer italien (° 1917).